# Sémalens
Sémalens is een gemeente in het Franse departement Tarn (regio Occitanie) en telt 1981 inwoners (2004). De plaats maakt deel uit van het arrondissement Castres.

## Geografie
De gemeente ligt 12 kilometer ten westen van Castres.
De oppervlakte van Sémalens bedraagt 11,2 km², de bevolkingsdichtheid is 176,9 inwoners per km².
De gemeente ligt aan de rivieren de Agout en de Sor.
De aangrenzende gemeenten zijn: Vielmur-sur-Agout, Fréjeville, Cambounet-sur-le-Sor, en Saint-Germain-des-Prés.

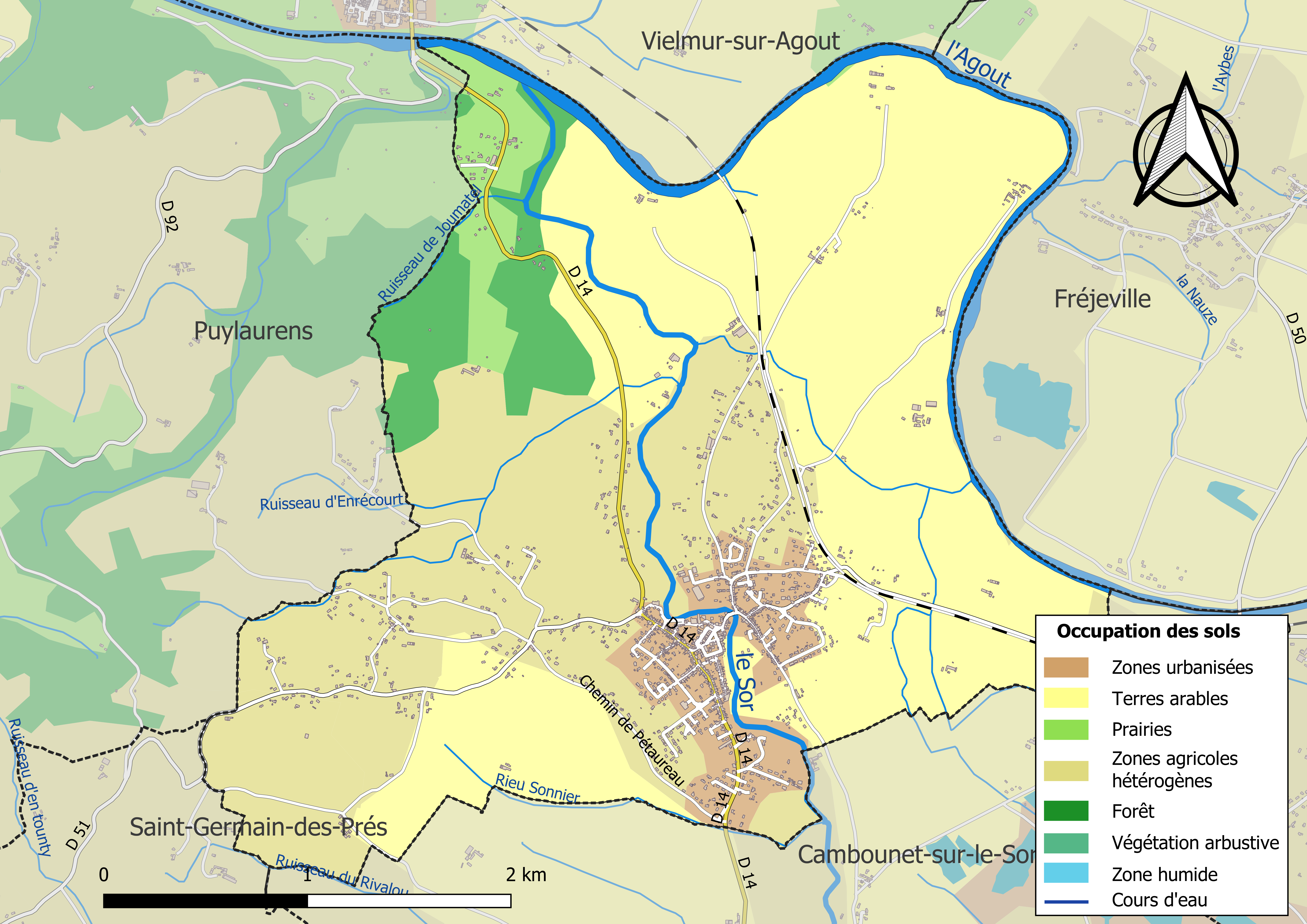
Kaart van de gemeente met de belangrijkste infrastructuur, bodemgebruik en omliggende gemeenten

## Bezienswaardigheden
- De Antoinettebrug, ook pont de l'Aiguillou genaamd, gebouwd door Paul Séjourné in 1884 over de Agout voor de spoorlijn Montauban - Castres.
- Sint-Michielskerk uit de 15e eeuw, een geklasseerd historisch monument.
- Les Promenades : charmante aanplanting van platanen rond de voormalige versterkte binnenstad.
- Vlakbij bevindt zich een belangrijk vogelreservaat.

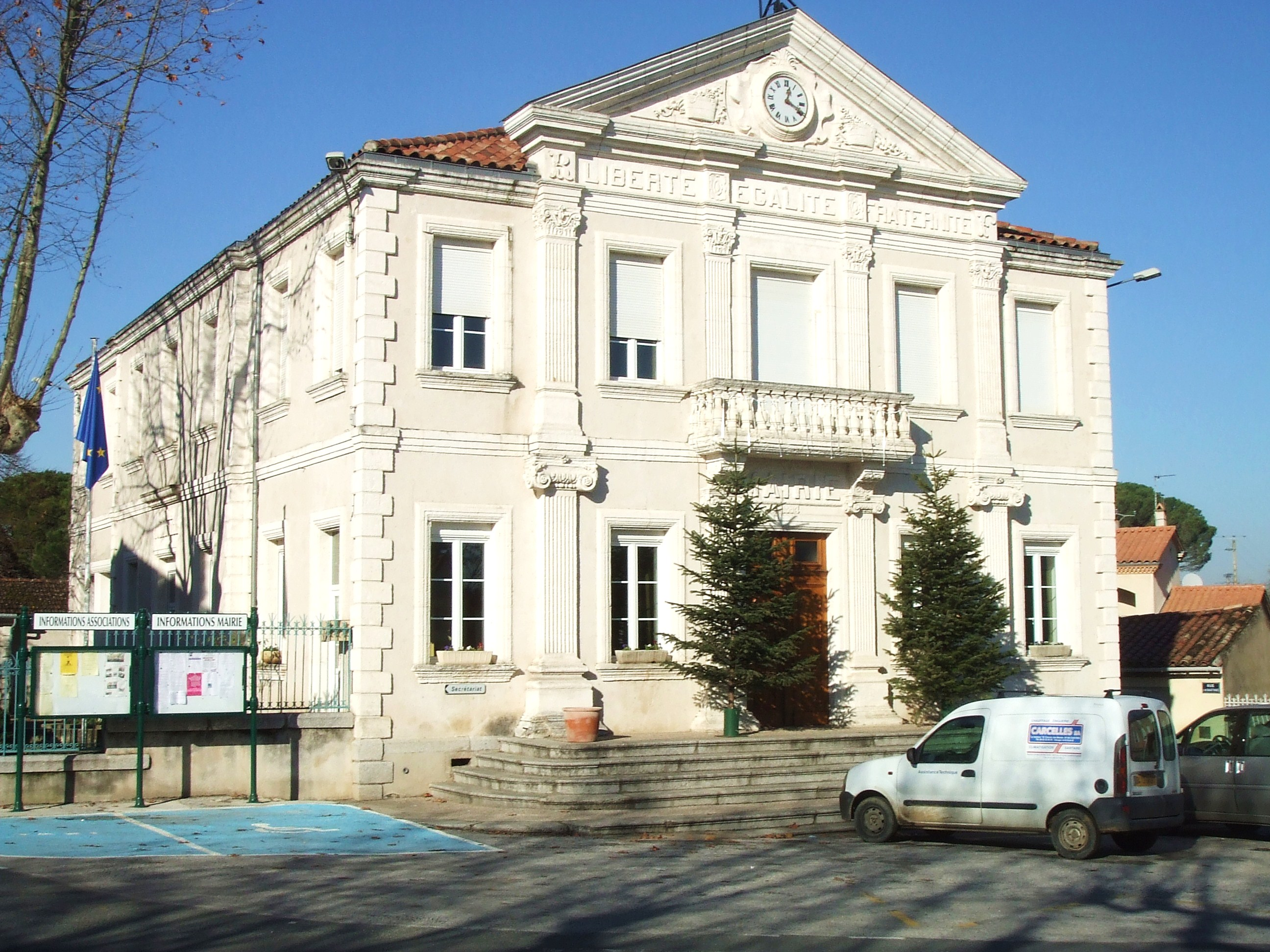
Gemeentehuis
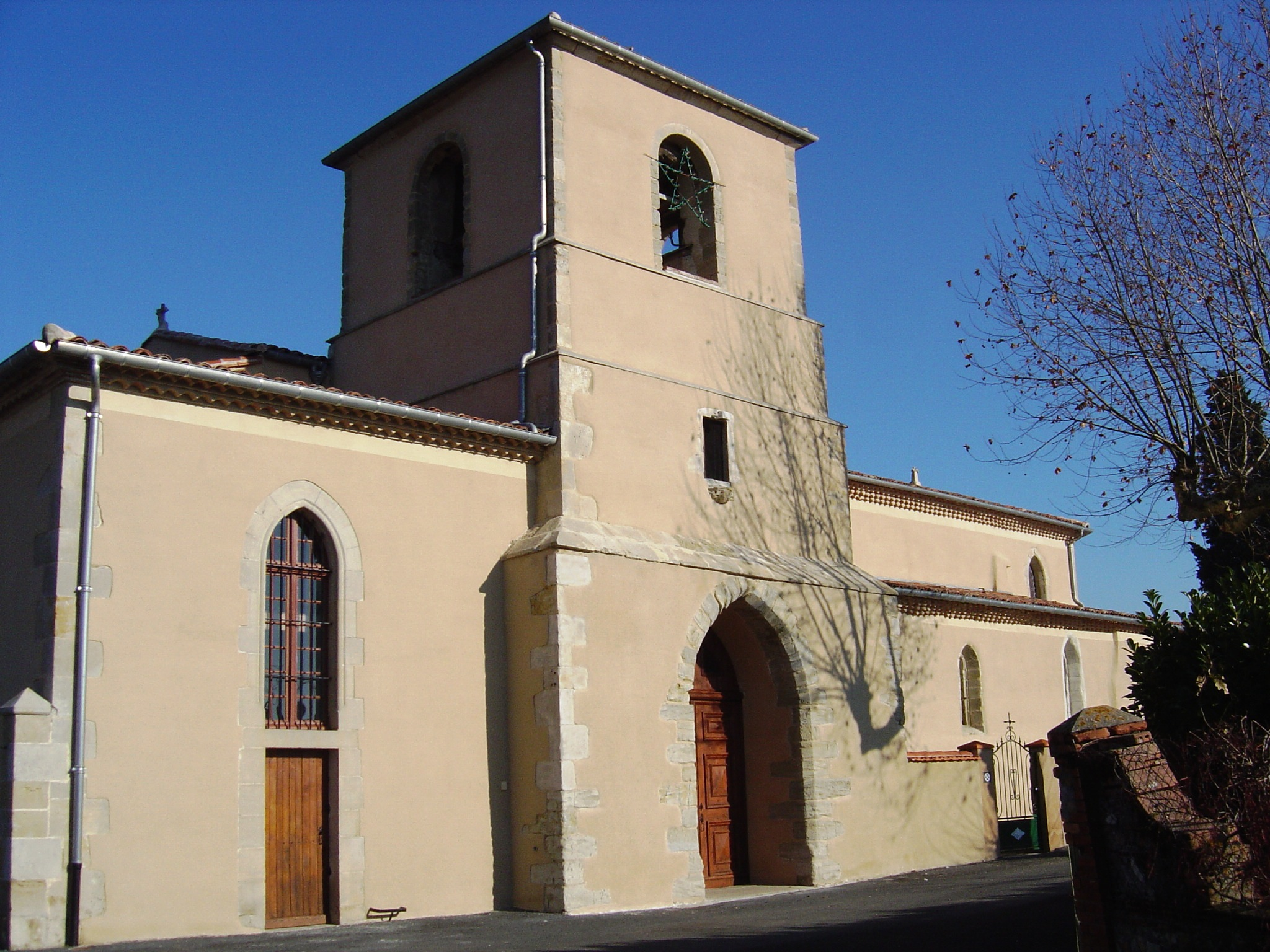
De Sint-Michielskerk
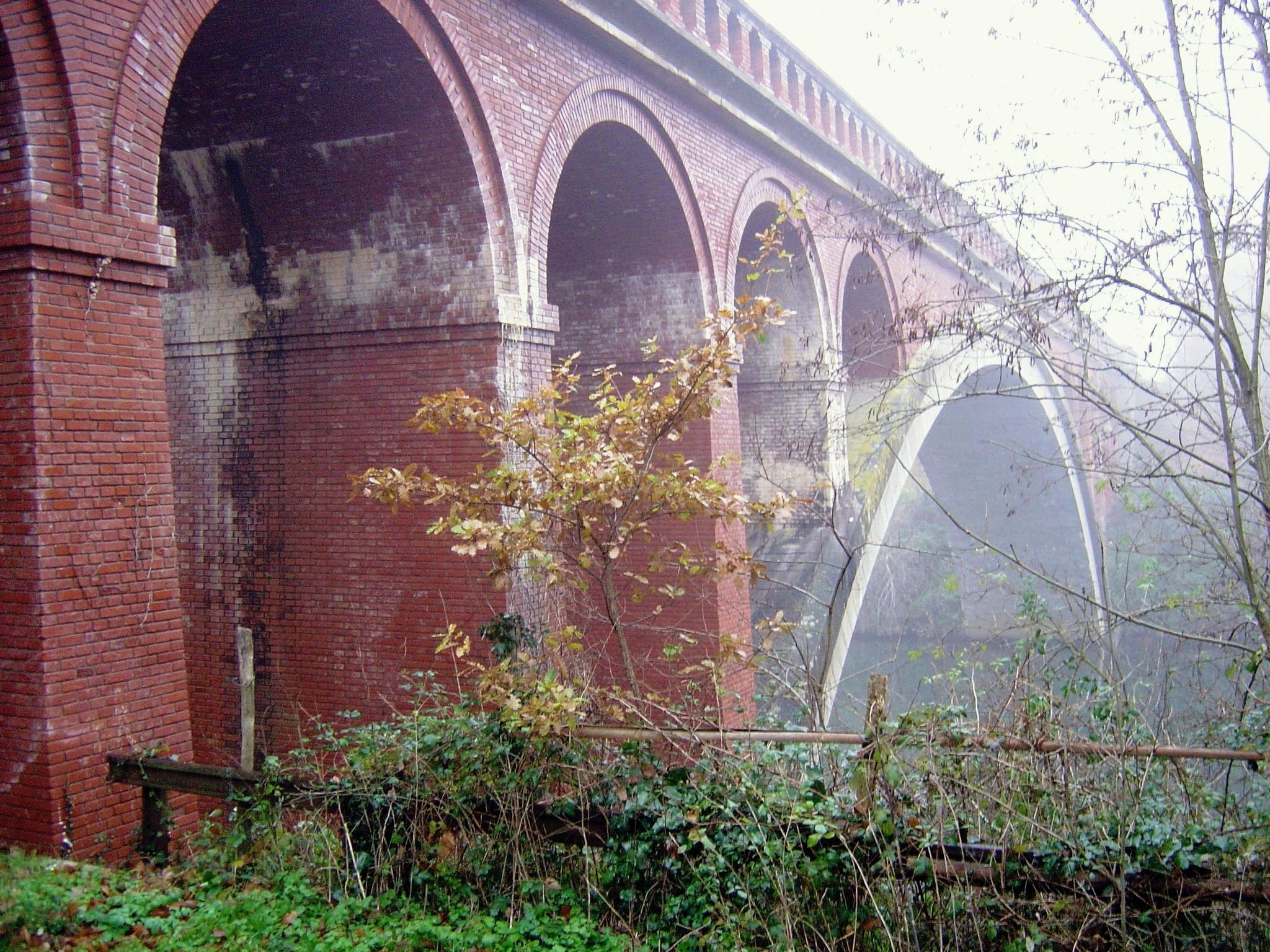
Pont de l'Aiguillou

## Demografie
Onderstaande figuur toont het verloop van het inwonertal (bron: INSEE-tellingen).